# Medway (reka)
Reka Medway je reka v jugovzhodni Angliji. Izvira v High Wealdu v Sussexu in teče skozi Tonbridge, Maidstone in somestje Medway v Kentu pred izlivom v ustje Temze blizu Sheernessa. Njena skupna dolžina je 113 km. Približno 21 km reke je v Sussexu, preostanek pa v Kentu.
Njeno prispevno območje je 2409 km² in je drugo največje v južni Angliji za Temzo. Pritoki izvirajo v krajih vzdolž North Downsa, Wealda in gozda Ashdown.

## Potek
Glavni pritoki so: Eden, Bourne ( imenovana tudi Shode in Busty), Teise, Bewl, Beult, Len in potok Loose. Manjši pritoki so: potoka Wateringbury in East Malling ter reka Grom.
Reka s pritoki teče skozi večinoma podeželska območja, izjeme so mesta Tonbridge, Maidstone in Medway. Reka sprva teče v smeri zahod–vzhod južno od gričevja North Downs; ob sotočju z reko Beult se obrne na sever in prereže gričevje North Downs z Medway Gap, strmo in ozko dolino v bližini Rochestra pred zadnjim delom do morja.
Do leta 1746 reka ni bila plovna nad Maidstonom. Do te točke je imela vsaka vas na reki pomol ali grajena nabrežja: Halling, Snodland, New Hythe in Aylesford. Tovorili so koruzo, krmo, sadje, kamen in les.
Leta 1746 je regulacija pomenila, da so lahko barke nosilnosti 41 ton dosegle East Farleigh, Yalding in celo Tonbridge. Leta 1828 so reko uredili do Leigha. Na reki je enajst zapornic. Najnižja, odprta leta 1792, je v Allingtonu in je meja plimovanja. Zapornice so visoke od 24 do 5,5 m, plovila se lahko premikajo po reki z ugrezom 1,2 m. Najnižja točka je tik pod zapornico Weir, ki se po obilnem deževju lahko zamaši z muljem.
Majhna plovila, kot so kanuji, lahko potujejo do Penshursta. Odsek od Leigha do Allingtona je znan kot  Medwayska plovba (Medway Navigation) in je dolg 31 km. Upravlja ga Agencija za okolje.

## Prečkanja
Do nedavnega je bilo najnižje prečkanje reke Medway v Rochestru, kjer je stal most že v rimskih časih. V 14. stoletju je sir John de Cobham plačal za gradnjo kamnitega Rochestrskega mostu. Do leta 1963 je bilo najbližje prečkanje še most iz 14. stoletja pri Aylesfordu, 19 km gorvodno. Od takrat so bili zgrajeni še novi mostovi:
- 1963: viadukt čez reko, zgrajen južno od Rochestra na prvem odseku avtoceste M2. Leta 2003 je bil razširjen na dva ločena razpona;
- med letoma 1963 in 1996 je bila zgrajena M20 z mostom čez Medway južno od Aylesforda;
- 1996: predor Medway je postal najnižji prehod reke, ki povezuje Gillingham in Strood. Predor za štiripasovnico je bil zgrajen z uporabo metode potopljene cevi in ga je delno plačal Sklad Rochester Bridge, naslednik prejšnjega upravljavca;
- 2003: 1,3 km dolg železniški most z glavnim razponom 152 m je bil zgrajen za železniško hitro progo (High Speed 1). Stoji vzporedno z avtocestnim mostom na M2;
- 2017: v gradnji je nov cestni most na A228 med Holboroughom in Hallingom do Hall Roada v Wouldhamu zaradi pospeševanja razvoja kraja Peters Village.

Trije drugi večji prehodi so v Tonbridgeu za cesto A227 in železniško povezavo čez reko. Tu je še viadukt na A21 čez dolino reke Medway blizu Haysdna.

## Poplave
Ob srednjem delu reke Medway nad Tonbridgeem so bile deloma zaradi različnih pritokov, ki se izlivajo v reko na tem delu, zlasti reka Eden, zelo pogosto obsežne poplave. V Tonbridgeu so bile v stoletjih pogoste poplave, tako da se večji del mesta na severu imenuje Dryhill. Poskušači so se zaščiti pred poplavami. Leta 1981 je bila zgrajena zaščita dolvodno od Leigha. Ob visoki vodi se je nadzorovano razlila na površino 2,6 km² kmetijskih zemljišč gorvodno od pregrade, a to ni preprečilo večje poplave v Tonbridgeu pozimi 2013/14. V zadnjih letih je po poplavah bolj znano mesto Yalding, približno 12 km dolvodno ob sotočju z reko Beult.

## Pešpoti
Medwayska dolinska pešpot (Medway Valley Walk) teče ob reki od Rochestra do Tonbridgea vzdolž nabrežja do Allingtona. Začne se na poti Saxon Shore v Rochestru. Pot North Downs prečka reko po viaduktu Medway ali avtocestnem mostu. Pot Greensand prečka reko v Yaldingu. Pri zahodnem Peckhamu se pridruži Wealdway, ki se nadaljuje skozi Tonbridge in se povezuje z Eden Valley Walk. Maidstone Millennium River Park je 10 kilometrov hoda oddaljen od Teston Country Parka do Muzeja kentskega življenja v Sandlingu. Park, zgrajen med letoma 1998 in 2001, obsega 7,3 ha pušče, čez reko so bile zgrajene tri nove brvi.

## Zgodovina
Ob vsej dolžini reke Medway ležijo starodavna mesta. Območje okrog Aylesforda je bilo še posebej pomembno v kameni dobi: Medwayski megaliti je skupina neolitskih grobnic, vključno s Coldrum Stones in Kit's Coty House. Bronastodobni okraski in čaše so bili najdeni ob vsej reki; grobišča in druge najdbe izvirajo iz predrimske železne dobe. Rimljani so zapustili dokaze o številnih vilah v spodnji dolini reke Medway; našli so tudi grobišča Jutov. O tem podrobno piše Frank Jessup.
Domesday Book (lat. Liber de Wintonia) opisuje številne graščine. Gradovi so postali značilnost pokrajine v Rochestru, Allingtonu, Leedsu in West Mallingu.
Dve vojaški bitki sta dobili ime po reki: medwayska bitka (43 n. št. med rimskim vdorom v Britanijo) in napad na Medway leta 1667 med drugo angleško-nizozemsko vojno.
V 18. stoletju je Samuel Ireland objavil ilustrirano knjigo o potovanju po reki Medway, čeprav je potoval dlje od reke Bewl pri samostanu Bayham. Knjiga vsebuje zemljevid, ki prikazuje nekatere od pritokov (neimenovani). Ilustracije reke kažejo gradove Queenborough, Upnor, Leybourne, Tonbridge in Hever; Penshurst Place ter mostove v Testonu, Maidstonu, Aylesfordu, East Farleighu, Barmingu, Branbridgesu in Tonbridgeu. Prav tako so opisani polja hmelja v bližini in reka Len.
Prekop Temza–Medway, ki povezuje Medway od Strooda do Gravesenda, je bil končan leta 1824, vendar ni bil komercialno uspešen: leta 1849 ga je zamenjala železnica skozi predor. Zahodni del prekopa je ostal v uporabi do leta 1934.
Nesreča pri Hartlaku leta 1853 je zahtevala smrt 30 obiralcev hmelja, ko se je prevrnil vagon in strmoglavil z gnilega lesenega mostu Golden Green blizu Hadlowa ter pometal potnike v naraslo reko.
Leta 1942 je bil prvič na svetu narejen preizkus podvodnega naftovoda čez Medway v operaciji Pluton.

## Popularna kultura
Medwaysko poroko s Temzo je obsežno obdelal Edmund Spenser v epu Vilinska kraljica (The Faerie Queene) v 16. stoletju (IV. knjiga, xi. spev). Joseph Conrad je opisal pogled na Medway od ustja Temze v zbirki avtobiografskih esejev The Mirror of the Sea (1906).
Del filma Mumija iz leta 1999 je bil posnet v ladjedelnici Chatham, ki je bila imitacija pristanišča v Kairu. Prizor je kratek, a vključuje glavne protagoniste, ki odhajajo na svojo misijo v mesto mrtvih. Tudi sicer je zgodovinska ladjedelnica priljubljena filmska lokacija, uporabljena je bila še za film Sherlock Holmes iz leta 2009.
Že od leta 1980 je v Maidstonu vsako zadnjo soboto julija festival, namenjen reki Medway. Prireditve okoli reke privabljajo tisoče ljudi iz Kenta. Festival je bil prekinjen leta 2012 zaradi olimpijskih iger v Londonu, a se je vrnil leta 2013, vendar pa ni bilo sejma in ognjemeta kot v preteklih letih ter je trajal samo en dan namesto dveh.
Medway Flows Softly je pesem, ki jo je napisal domačin George Gilbert sredi leta 1960 in jo je pogosto igral v lokalnih folk klubih in na festivalih v Kentu.
Reka Medway v Maidstonu se pokaže v ozadju studia regionalnega informativnega programa ITV1 Meridian Tonight.
Vsako leto na predvečer 1. maja ob 7.15 lokalni Morris dancers Kettle Bridge Clogs plešejo čez Barmingov most (sicer znan kot Kettle Bridge) in s tem začnejo plesno sezono.
Reka je priljubljena pri rekreativcih. Posamezniki in mnogi klubi prirejajo veslanja.

## Medway, kentski možje in možje Kenta (Kentish Men in Men of Kent)
Reka Medway deli grofijo Kent na dva dela: to spominja na dve škofiji, na kateri je bil Kent razdeljen od leta 604: Canterbury in Rochester. Tradicija je zrasla in se ohranila pri življenju z Zvezo moških Kenta in kentskih mož (Association of Men of Kent and Kentish Men) med moškimi, rojenimi v zahodnem Kentu – na območju severno od reke in tudi Maidstone, Gillingham (razen Rainhama), Rochester in Chatham, imenovani kentski možje 
ali žene (Kentish Men ali Maids), in rojenimi v vzhodnem Kentu, imenovanimi moški ali ženske Kenta (Men (ali Maids) of Kent). Ta oznaka velja tudi za rojene v delih tradicionalnih občin, ki si jih je leta 1880 priključil London.

## Vodni mlini
Človek je tisočletja izkoriščal moč reke Medway. Vodni mlini in turbine, ki jih poganjajo Medway in njeni pritoki, so bili uporabljeni za mletje koruze, za papir, pri obdelavi železa in pridobivanju električne energije. V več kot 200 krajih je znana taka uporaba. Danes deluje le še en mlin.